# فدراسیون بین‌المللی برهنه‌گرایی
فدراسیون بین‌المللی برهنه‌گرایی (انگلیسی: International Naturist Federation) یا به اختصار INF یک مجمع جهانی است که سازمان‌های رسمی کشوری و محلی برهنه‌گرایی را نمایندگی می کند. قوانین INF به افراد اجازه می‌دهد در صورتی که هیچ سازمان ملی وابسته به برهنه‌گرایی در کشور محل اقامتشان وجود نداشته باشد، مستقیماً به عضویت آن درآیند.